# Sentiero di Leonardo
Il sentiero di Leonardo da Vinci o sentiero di Leonardo è un percorso storico escursionistico ciclopedonale costituito in gran parte da sentieri e mulattiere che parte da Milano, raggiunge Lecco seguendo il Naviglio della Martesana e l'Adda, quindi fiancheggia il lato orientale del lago di Como, percorrendo il Sentiero del Viandante tra Lecco e Colico, e infine termina a San Bernardino in Svizzera, nel Canton Grigioni, seuendo la Via Spluga attraverso il Passo del Baldiscio.
Il tragitto, complessivamente lungo circa 240 km, tocca i luoghi connessi alla vita, le opere, i soggiorni e le ricerche di Leonardo da Vinci.

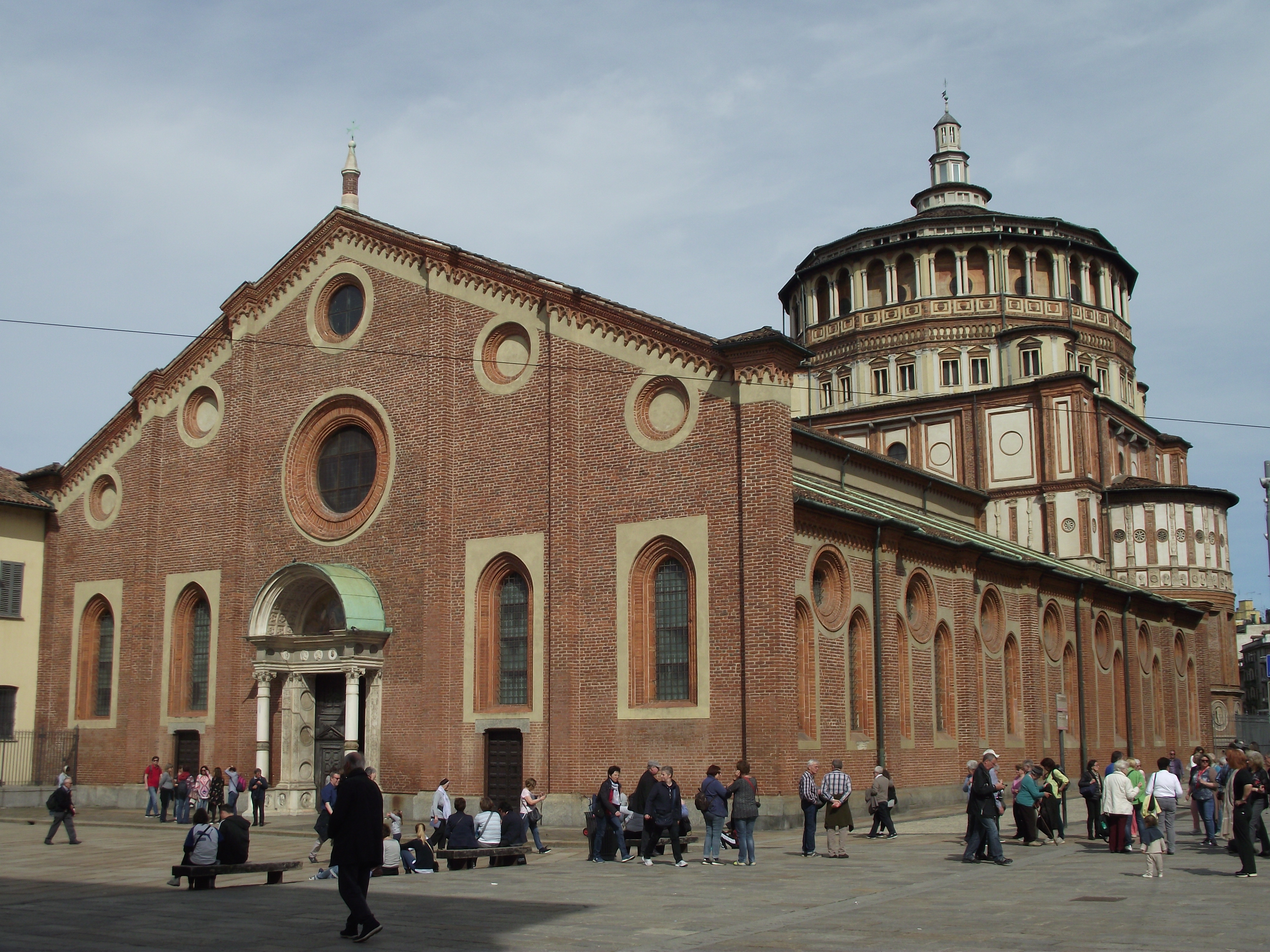
Chiesa di Santa Maria delle Grazie a Milano
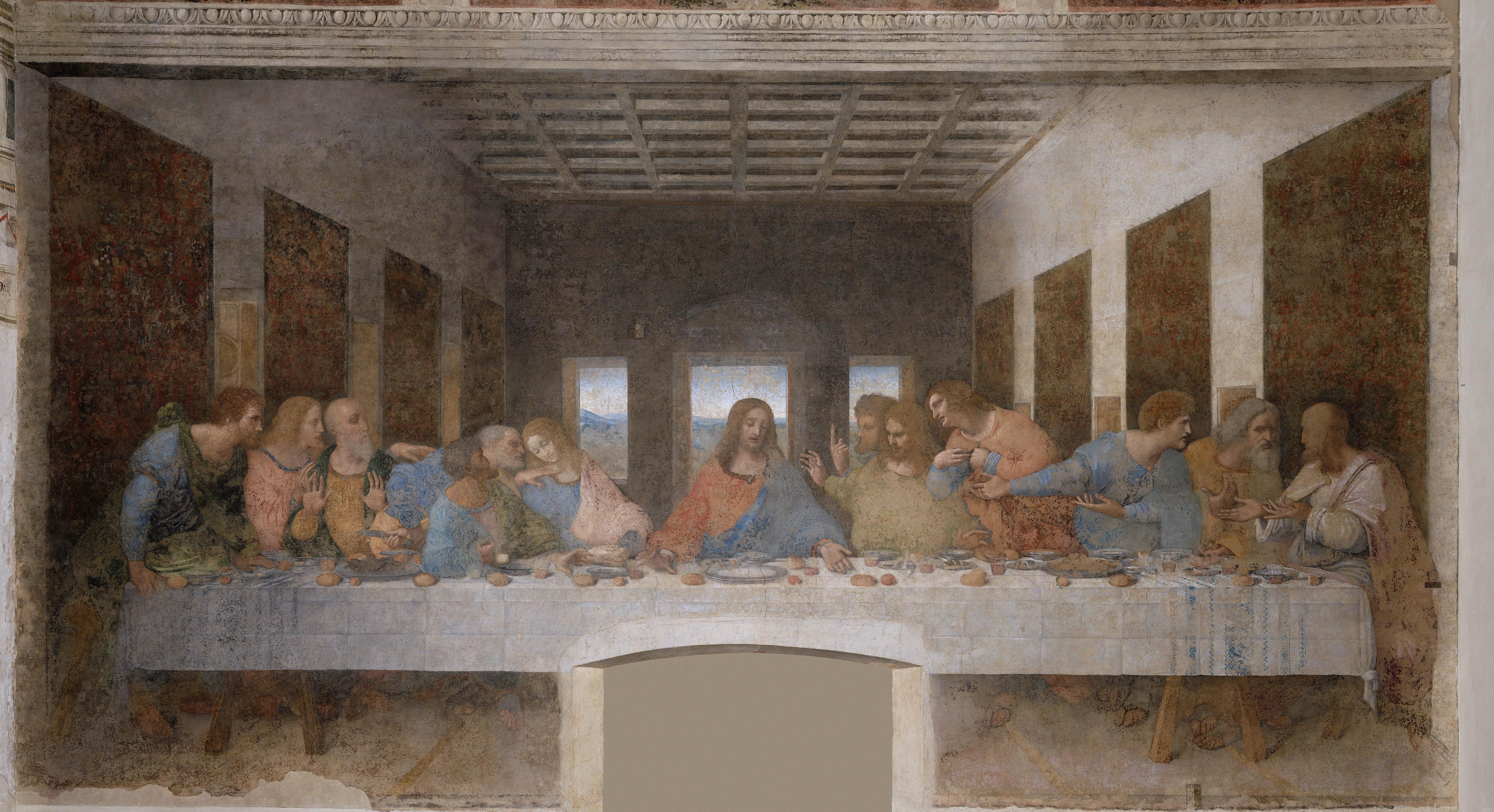
L'Ultima Cena a Milano
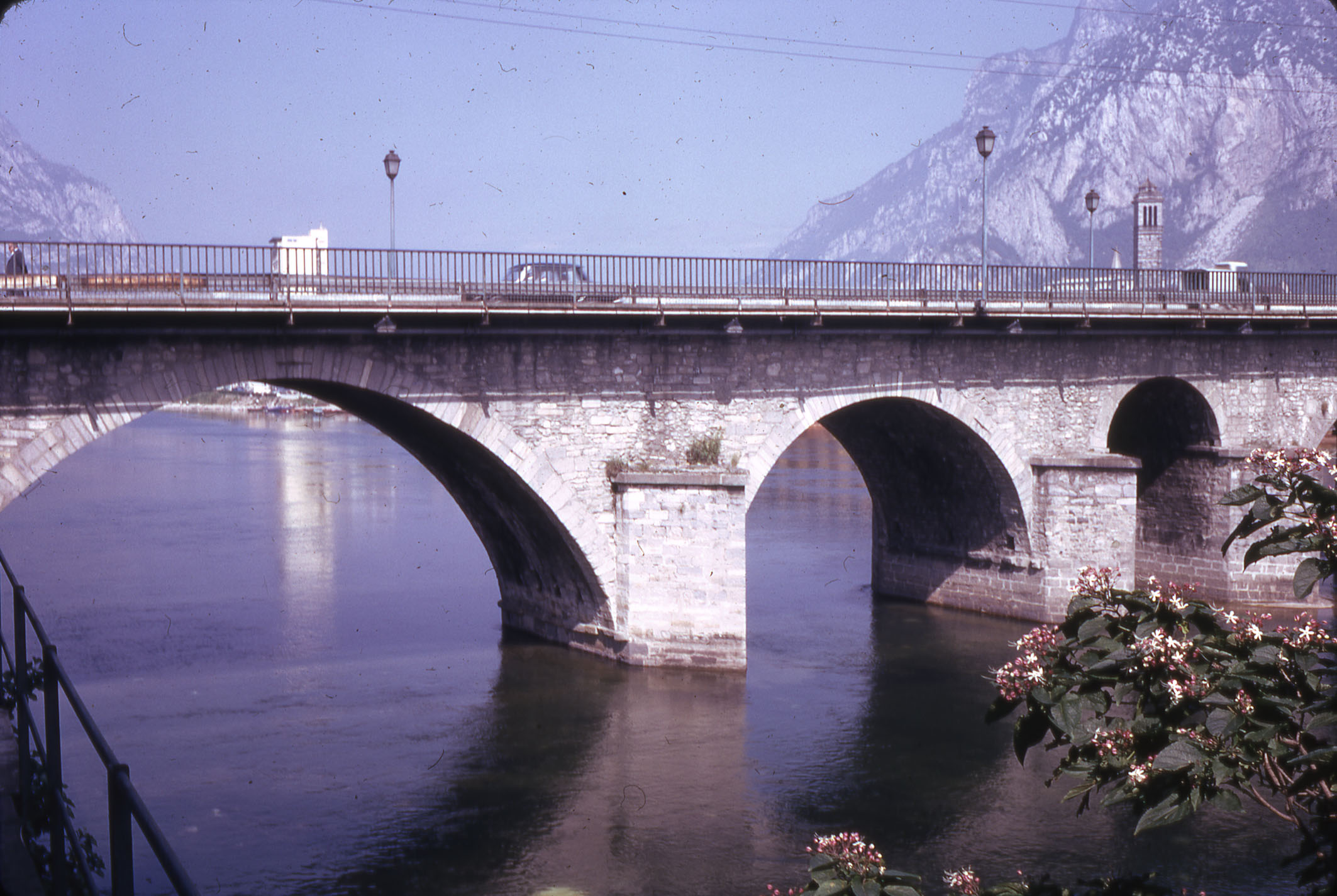
Ponte Azzone Visconti a Lecco, riconoscibile nelle sue forme alle spalle della Gioconda
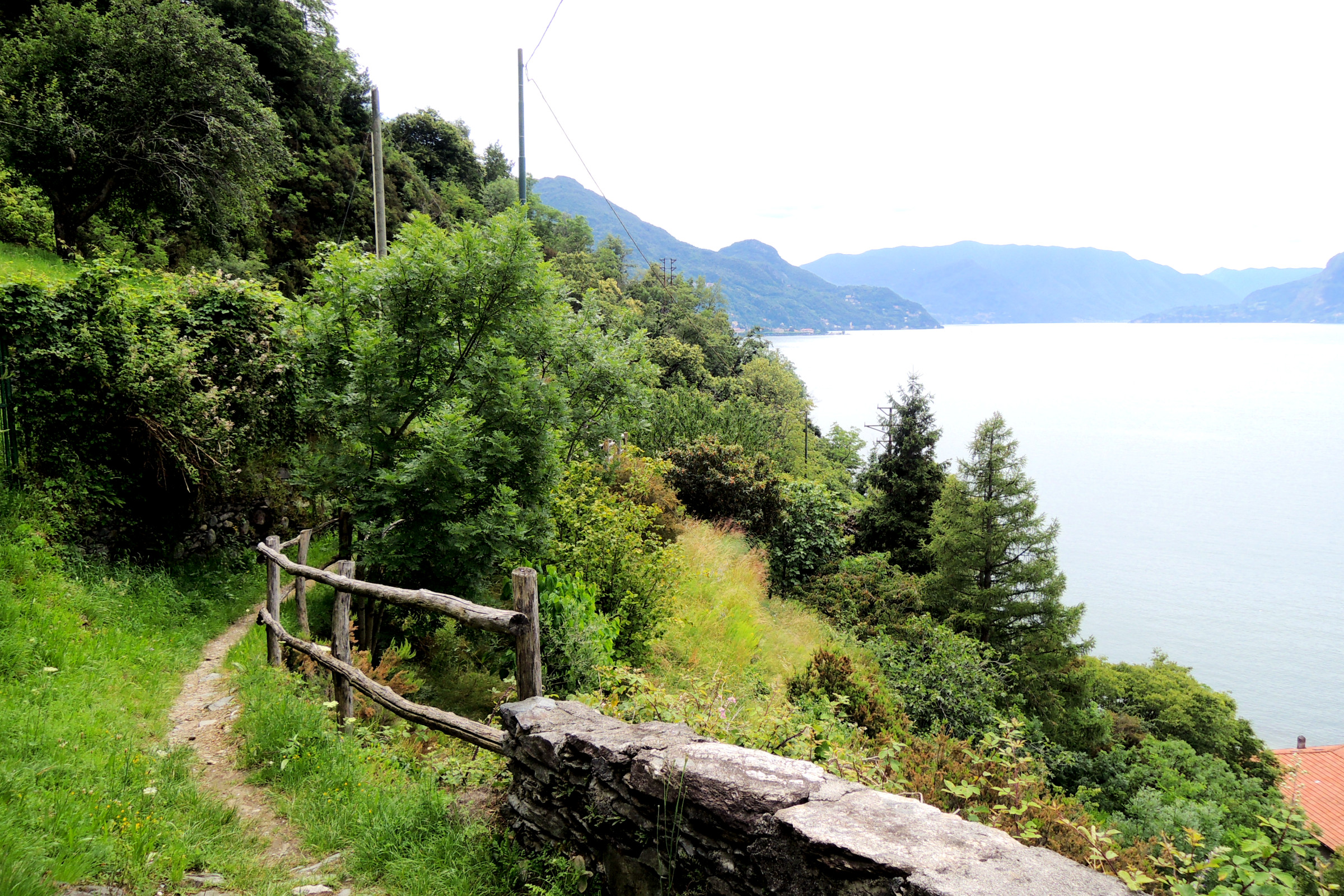
Tratto pianeggiante sul Lago di Como
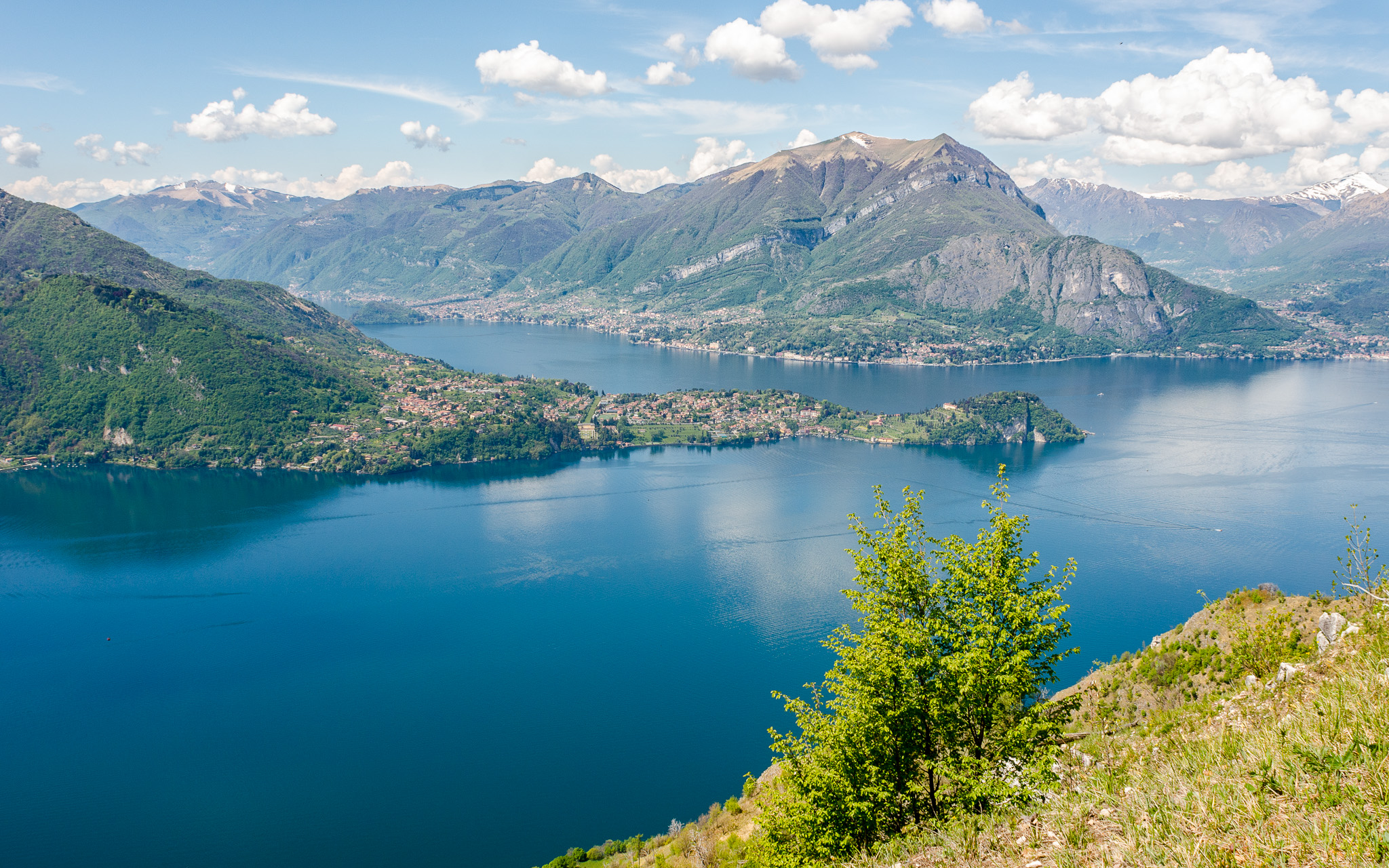
Il sentiero di Leonardo nel borgo di Lierna con vista su Bellagio
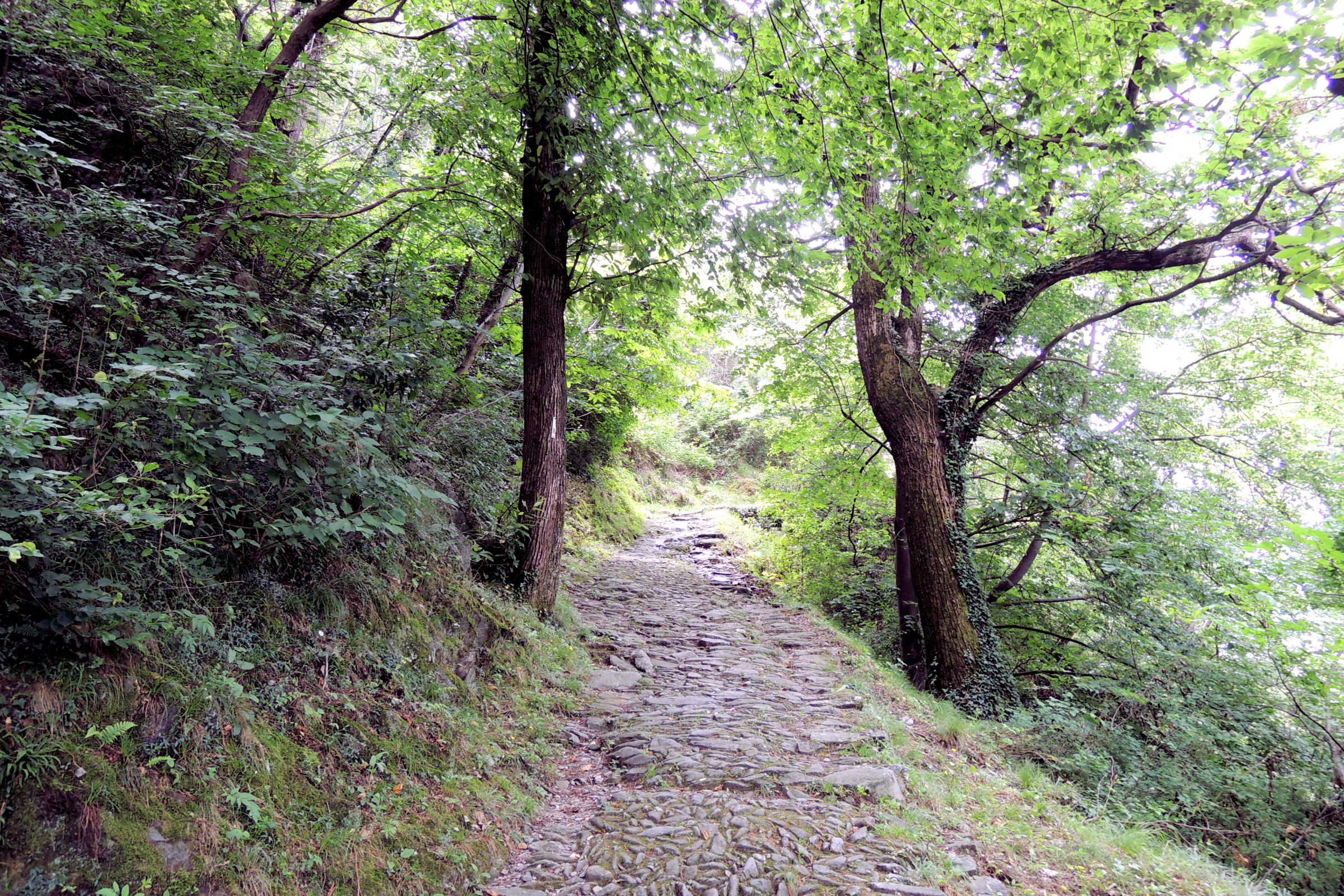
Tratto a mulattiera sul Lago di Como
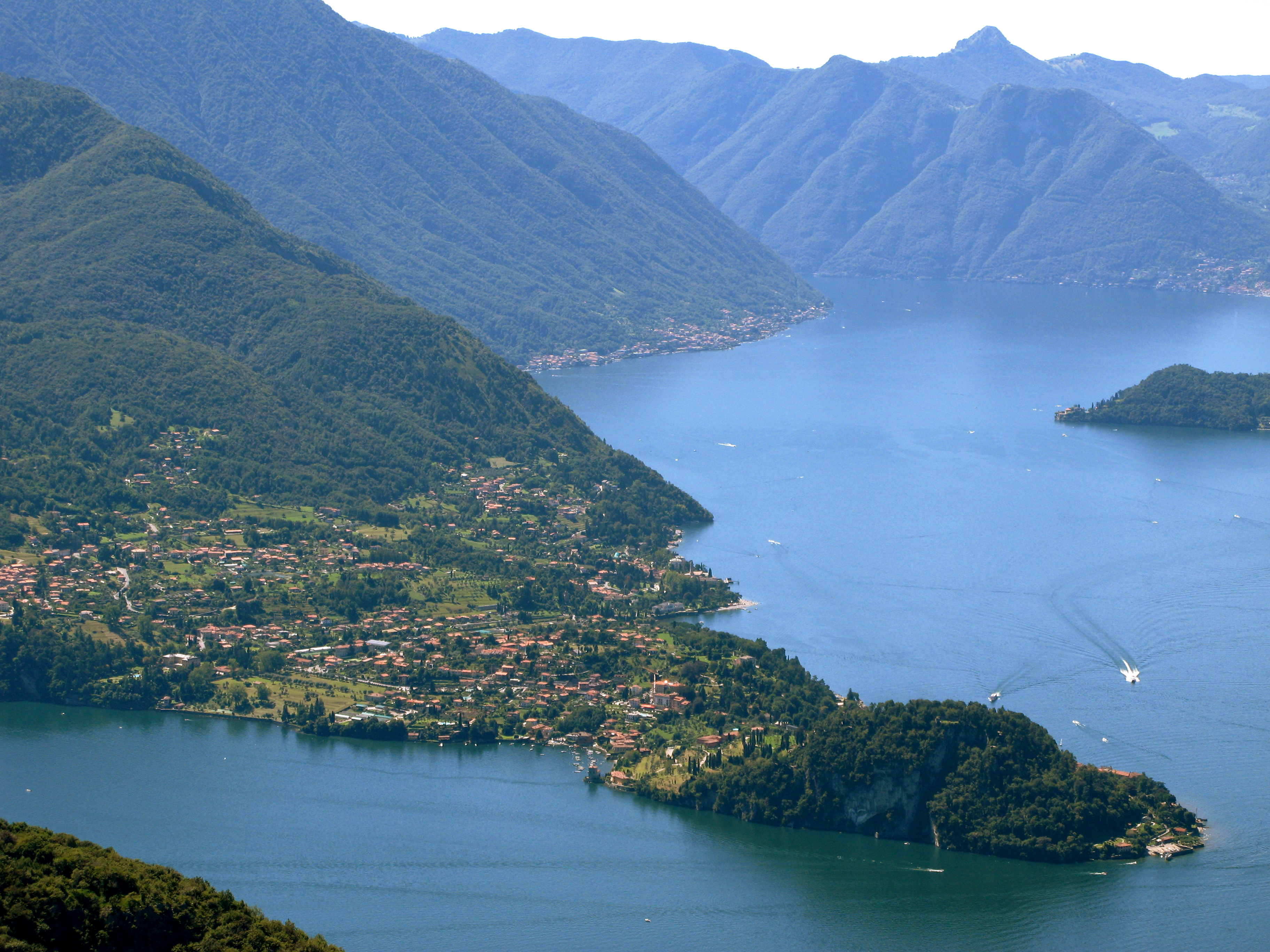
Il promontorio di Bellagio i cui contorni visti dall'alto sono uguali alla sagoma della Mona Lisa
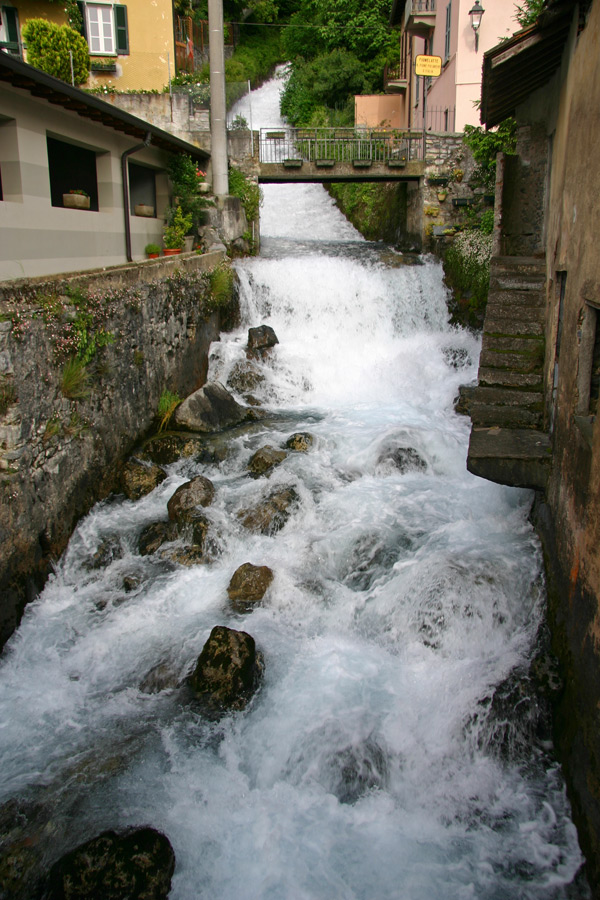
Il Fiumelatte, studiato da Leonardo da Vinci nel Codice Atlantico
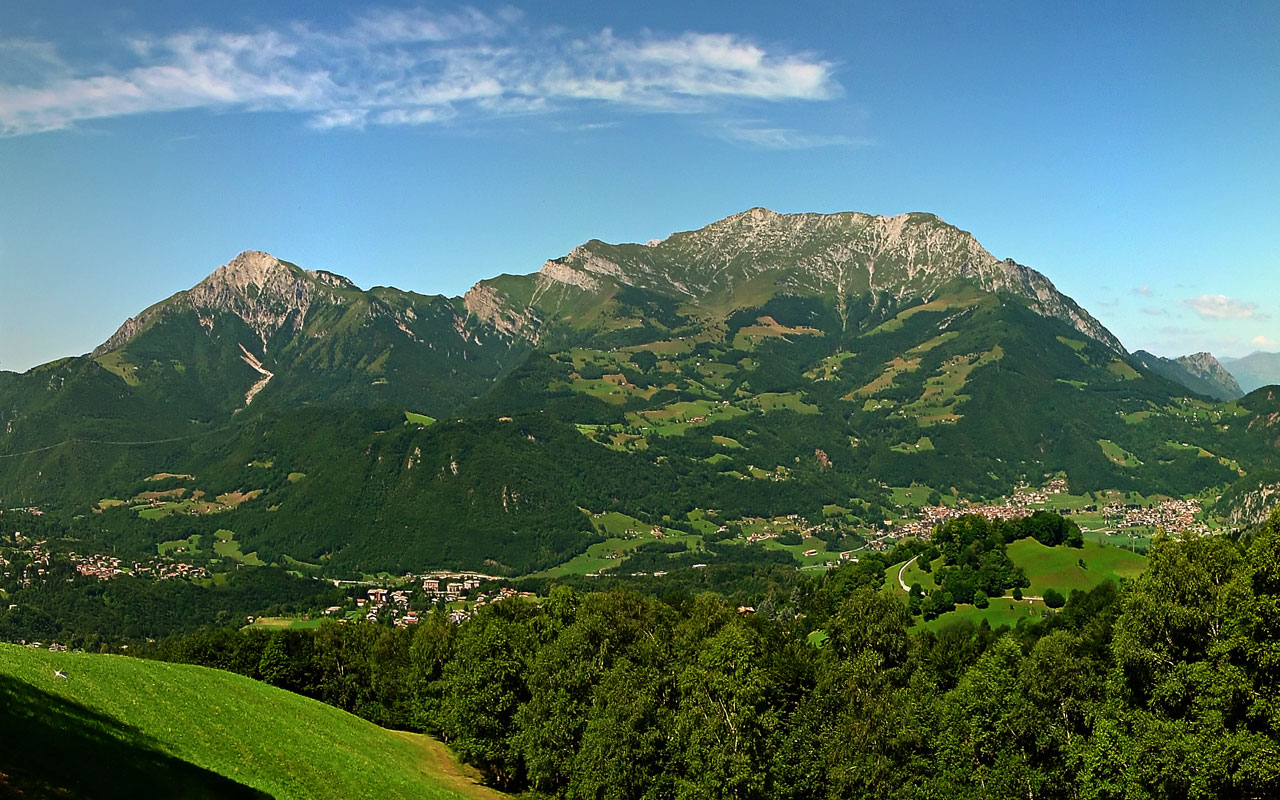
La Grigna, sopra Lierna, è la montagna che Leonardo da Vinci definiva “montagna pelata” con le Cascate del Cenghen
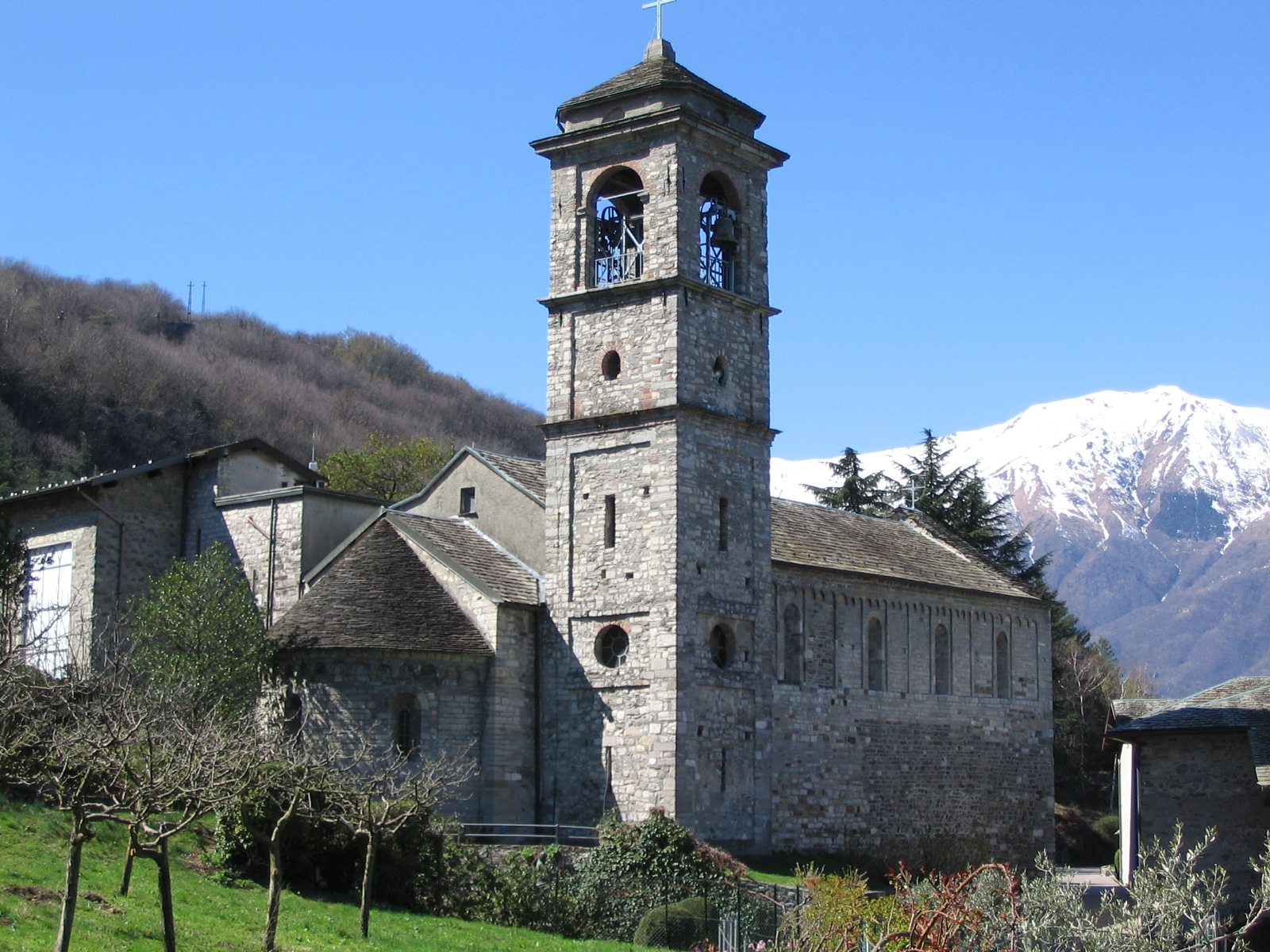
Abbazzia di Piona, Colico